# Frontó Astelena
El Frontó Astelena és el frontó de capçalera a Eibar.
Actualment n'és propietari l'ajuntament de la vila guipuscoana, però va ser fundat l'any 1904 per iniciativa privada. És un frontó curt, de 36m, apte doncs per a jugar a pilota a mà o a pala curta, amb capacitat de fins a 1.250 persones, per això ha estat seu de les finals dels campionats Manomanista i Quatre i Mig.